# 북위 명원제
위 태종 명원황제 탁발사(魏 太宗 明元皇帝 拓跋嗣, 391년 ~ 423년 12월 24일(음력 11월 6일), 재위: 409년 ~ 423년)는 중국 남북조 시대 북위의 제2대 황제로, 선비명은 목말(木末)이다. 초대 황제 탁발규(도무제)의 장남으로, 자신의 이복동생인 탁발소가 도무제를 살해하고 황위 찬탈을 시도하자 이를 진압하여 탁발소를 죽이고 제위에 올랐다. 그의 치세에 북위의 영토는 아버지 도무제나 장남 태무제(탁발도)의 치세만큼 확장되지는 않았으나, 그는 화북 지방을 넘어 나라를 안정화시키는 데 기여하였고, 조정의 중신(重臣)들을 만나 그들의 조언을 듣고서 최종적인 결정을 내리는 전통을 시작하였다. 그는 역사가들에 의하여 일반적으로 지적이고 이성적인 군주로 여겨졌다.

## 생애
391년, 북위 도무제의 장남으로 태어났다.
409년, 아버지 도무제가 자신의 이복동생 탁발소(拓跋紹, 둘째 아들)에 의해서 살해되는 사건이 발생하면서, 탁발소를 토벌해 즉위한다.
전란에 항상 치세를 보내, 423년, 송과의 전쟁 중에 사망했다.

## 가계
- 아버지 : 도무제 탁발규
- 어머니 : 귀인 → 선목황후(사후 추증) 유(劉)씨
  - 본인 : 명원제 탁발사
  - 정실 : 서평공주 → 부인 → 소애황후(사후 추증) 요(姚)씨
  - 측실 : 귀빈(貴嬪) → 밀(密)황후(사후 추증) 두(杜)씨
    - 1남 : 상국·대장군 태평왕(太平王, 泰平王) → 황태자 → 태무제 탁발도(拓跋燾, 408년 ~ 452년)

  - 측실 : 대(大)모용(慕容)부인
    - 2남 : 거기대장군(車騎大將軍) 낙평려왕(樂平戾王) 탁발비(拓跋丕, ? ~ 444년)

  - 측실 : 모용(慕容)부인
    - 4남 : 중군대장군(中軍大將軍) → 위대장군(衛大將軍) 낙안선왕(樂安宣王) 탁발범(拓跋範, ? ~ 447년)

  - 측실 : 윤(尹)부인
    - 5남 : 무군대장군(撫軍大將軍) 영창장왕(永昌莊王) 탁발건(拓跋健, ? ~ 441년)

  - 생모 불명의 자녀
    - 3남 : 위대장군(衛大將軍) 안정상왕(安定殤王) 탁발미(拓跋彌, ? ~ 424년)
    - 6남 : 보국대장군(輔國大將軍) 건녕왕(建寧王) 탁발숭(拓跋崇, ? ~ 453년) - 453년 자결을 명령받았다.
    - 7남 : 진동대장군(鎭東大將軍) 신흥왕(新興王) 탁발준(拓跋俊, ? ~ 444년) - 444년 공작으로 강등되었다가 같은해 자결을 명령받았다.
    - 딸 : 양책공주(陽翟公主, ? ~ ?) - 후진의 황제 요흥(문환제)의 아들 요황미(姚黃眉)와 결혼하였다.
    - 딸 : 시평공주(始平公主, ? ~ ?) - 전 하나라 황제인 회계공 혁련창과 결혼하였다.
    - 딸 : 무위공주(武威公主, ? ~ ?) - 북량의 군주 저거목건과 결혼하였다.
    - 딸 : 농서공주(隴西公主, ? ~ ?) - 후진의 개국황제 요장(무소제)의 아들 요화도(姚和都)와 결혼하였다.

태평왕 이하는 태상 7년(422년) 4월 갑술일에 봉해졌고, 모두 대장군에 임명되었다. 한 달 후 태평왕은 황태자에 봉해졌다.

## 기년
| 명원제      | 원년            | 2년        | 3년        | 4년        | 5년        | 6년             | 7년        | 8년                 | 9년        | 10년       |
| ----------- | --------------- | ---------- | ---------- | ---------- | ---------- | --------------- | ---------- | ------------------- | ---------- | ---------- |
| 서력 (西曆) | 409년           | 410년      | 411년      | 412년      | 413년      | 414년           | 415년      | 416년               | 417년      | 418년      |
| 간지 (干支) | 기유(己酉)      | 경술(庚戌) | 신해(辛亥) | 임자(壬子) | 계축(癸丑) | 갑인(甲寅)      | 을묘(乙卯) | 병진(丙辰)          | 정사(丁巳) | 무오(戊午) |
| 연호 (年號) | 영흥(永興) 원년 | 2년        | 3년        | 4년        | 5년        | 신서(神瑞) 원년 | 2년        | 3년 태상(泰常) 원년 | 2년        | 3년        |
| 명원제      | 11년            | 12년       | 13년       | 14년       | 15년       |                 |            |                     |            |            |
| 서력 (西曆) | 419년           | 420년      | 421년      | 422년      | 423년      |                 |            |                     |            |            |
| 간지 (干支) | 기미(己未)      | 경신(庚申) | 신유(辛酉) | 임술(壬戌) | 계해(癸亥) |                 |            |                     |            |            |
| 연호 (年號) | 4년             | 5년        | 6년        | 7년        | 8년        |                 |            |                     |            |            |